# Nicolas Tractomas
 (juin 2020).
Le Nicolas Tractomas est un camion extra lourd et hors gabarit routier normal, conçu spécialement comme tracteur de remorques pour convois exceptionnels, produit à partir de 1979 jusqu'en 2016 par le constructeur français Nicolas Industrie SAS. La société a été rachetée par le groupe allemand TII Group en 1995 et a cessé son activité en 2018.
La société Nicolas Industrie a proposé plusieurs gammes de véhicules : des véhicules routiers pour le transport de produits industriels, des unités modulaires destinées aux transports très lourds, des véhicules automoteurs pour l’industrie, des porte-bobines et tout ce qui concerne les véhicules spéciaux. 

## Contexte
La règlementation française donne sa définition des transports exceptionnels en France : 
Est considéré comme transport exceptionnel, le transport ou la circulation de marchandises, engins ou véhicules dont les dimensions et/ou la masse dépasse(nt) les limites réglementaires définies dans le code de la route, qu’il s’agisse :
- de véhicule à moteur ou remorque transportant ou destinés au transport de charges indivisibles ; c’est-à-dire au transport de charges qui ne peuvent, aux fins de transport par route, être divisées en plusieurs chargements sans frais ou risque de dommages importants et qui ne peuvent, du fait de leurs dimensions ou masse, être transportées par un véhicule dont les dimensions ou la masse respectent les limites réglementaires ;
- de véhicule, matériel agricole ou forestier ou leur ensemble, machine agricole automotrice, machine ou instrument agricole remorqué dont les dimensions, y compris les outillages portés amovibles, dépassent une longueur de 25 mètres ou une largeur de 4,50 mètres,
- de véhicule à moteur ou remorque à usage forain,
- d’ensemble forain dont la longueur est supérieure à 30 mètres,
- de véhicule ou engin spécial,
- de véhicule ou matériel de travaux publics.

En France, lorsqu'un convoi dépasse 25 mètres de longueur, ou que sa largeur excède 4 mètres ou le poids est supérieur à 72 tonnes, il est considéré convoi exceptionnel de 3ème catégorie. 
(Rappel : en France, tout ensemble routier est considéré "transport exceptionnel" s'il ne respecte pas les normes françaises définies par le code de la route : 
- longueur supérieure à 16,50 m pour les véhicules articulés (articles R 312.11 à R 312.14),
- largeur supérieure à 2,55 m pour l'ensemble des véhicules sauf les transports de marchandises sous température dirigée où la largeur autorisée est de 2,60 m (article R 312.10),
- masse supérieure à 44 t (article R 312.4) depuis l'imposition européenne.)

Les normes européennes sont différentes bien que la longueur et la largeur des véhicules soient sensiblement les mêmes, le poids et le nombre d'essieux changent radicalement. Bien qu'imposant une charge à l'essieu de 13 tonnes, le PTAC d'un camion de chantier 8x4, 8x6 ou 8x8 est limité à 32 tonnes en France alors qu'en Italie ou aux Pays-Bas il est de 40 tonnes et même de 48 tonnes en Italie si le véhicule est homologué "mezzo d'opera" comme pour le transport du marbre à Carrare par exemple)
Le code de la route français ne fixe par contre aucune limitation de hauteur car elle ne constitue pas un caractère exceptionnel vu que la majorité des itinéraires routiers sur le réseau des (ex) routes nationales RN rebaptisées départementales comporte des ponts ou obstacles où la hauteur n'est pas conforme au gabarit international de 4,50 mètres ni à l'article R. 131-1 du code français de la voirie routière qui impose que, sous les ouvrages d'art qui franchissent une route départementale (et donc ex nationale), un tirant d'air d'au moins 4,30 mètres doit être réservé sur toute la largeur de la chaussée !.
Depuis le décret n° 2012-516 du 18 avril 2012, l'interdiction de circuler sur autoroute en France a enfin été supprimée.

## Origine du Tractomas
La direction du constructeur français a été sollicitée dans les années 1970 par des professionnels des transports exceptionnels qui devaient utiliser des camions standards pour tracter des convois exceptionnels de plus en plus lourds mais dont la puissance du moteur était trop souvent insuffisante. À l'époque, en France, les moteurs des tracteurs maxi codes de 35 tonnes ne dépassaient pas 200 cv DIN. Nicolas Industrie décide alors de concevoir un véhicule spécial équipé de moteurs de constructeurs étrangers qui disposaient d'une puissance au moins le double du standard français, comme cela se faisait partout ailleurs. Le premier camion hors normes français, le Tractomas est né en 1979 (si l'on excepte le Berliet T100 dont seuls 4 exemplaires prototypes ont été fabriqués pour l'industrie pétrolière dans le désert).

## Les différentes générations de Tractomas[2],[3]
La première génération PH640 de ce véhicule hors gabarit routier normal est née en 1979 et bien d'autres suivront : TR 64, TR66 C4C, TRB66 OZ, TRL88 M8CK D90, TR88 MRK D90, TR88 D75 et TR10 D.100, jusqu'en 2016. Selon plusieurs sources, en 27 ans, mais avec plusieurs interruptions, Nicolas Industrie aurait fabriqué 291 unités de Tractomas tous types confondus.
- PH 640 OM 6x4 - premier camion extra lourd fabriqué en 1979, équipé d'un moteur Mercedes-Benz de 600 Ch destiné à la Chine, la cabine avancée est empruntée à Willème ou Daf (?), exemplaire unique,

- PH 5030 GM 8x8 - second camion fabriqué aussi en 1979, tracteur routier extra lourd équipé d'un moteur GM avec la cabine du Berliet KB2400 de la gamme GR et TR de 1974, destiné à la Tunisie, exemplaire unique,

- Tractomas militaire - deux modèles de tracteurs routiers avec porte-chars à essieu motorisé pour le transport d'un char d'assaut de l'armée française en 1981, l'un 6x6 avec cabine à capot, l'autre 8x8 avec cabine avancée, toutes deux empruntées au constructeur britannique Unipower, dans le cadre d'un programme de coopération,

- TRB 66 OZ[4] de 1982. Ce modèle a été décliné en version 6x4 et 8x4. Sur les 17 exemplaires fabriqués, 8 ont été équipés de moteurs GM, 6 de moteurs Cummins et 3 de moteurs Mercedes-Benz. La cabine avancée est la cabine Berliet KB2400 seconde version, héritée du Centaure.

- TR 88 G6C[5] - Ce modèle de tracteur de semi-remorques 8x8 a été réalisé pour la Compagnie des Phosphates en Tunisie. Il monte une cabine avancée Willème parfaitement identique à celle du MOL TG 250 en version courte. Il pouvait être équipé de plusieurs moteurs, le Détroit Diesel 16V-71N 16 cylindres en V de 18.601 cm3 développant 600 ch (453 kW) ou les Cummins KTA-525 ou KTA-600. Des variantes 8x4 ont également été fabriquées tout en conservant la même appellation. Une cinquantaine de véhicules ont été produits. Le PTRA est de 350 tonnes.

- TR 88 D75 8x8 - après une très longue interruption, nouvelle version du véhicule 8x8, produite en 1998, conçue pour le transport de plusieurs remorques sur de longues distances et sur de faibles pentes. La gamme d'applications comprend les trains routiers (road train) et les transports sur piste comme dans l’industrie minière. Caractéristiques techniques du Tractomas TR.88 D75 8x8[6] :
  - moteur Caterpillar type C.27 - V12 - alésage x course : 137,20 mm x 152,40 mm - cylindrée : 27,03 litres avec turbocompresseur,
  - puissance maxi : 663 kW / 912 HP à 2.100 tr/min, couple : 3.450 N m à 1.400 tr/min, capacité d’huile : 139 litres,
  - système de refroidissement : échangeur d’huile, compresseur d’air,
  - transmission : automatique Allison PTO 6 rapports,
  - masses : à vide 36,00 tonnes - effort maxi de traction : 500 tonnes
  - dimensions : longueur totale : 10,87 mètres - largeur totale : 3,48 m - hauteur : 4.18 m - hauteur hors tout (ROPS/FOPS) : 4,675 m,
  - hauteur d’attelage (sellette) : 1,85 mètre,
  - pneumatiques : 14.00 R25,
  - réservoir gasoil : 2 x 1.000 litres.

- TRL 88 M8CK D.90 - véhicule 8x8 avec cabine avancée dérivée du Renault Premium, pour la Chine en 1999, poids à vide de 32 tonnes et 90 tonnes sous lest, peut tracter un convoi de 610 tonnes. Équipé d'un moteur MAN 12 cylindres en V de 22 litres de cylindrée, développant 760 cv, avec une boîte automatique Clark à 8 rapports et convertisseur de couple.

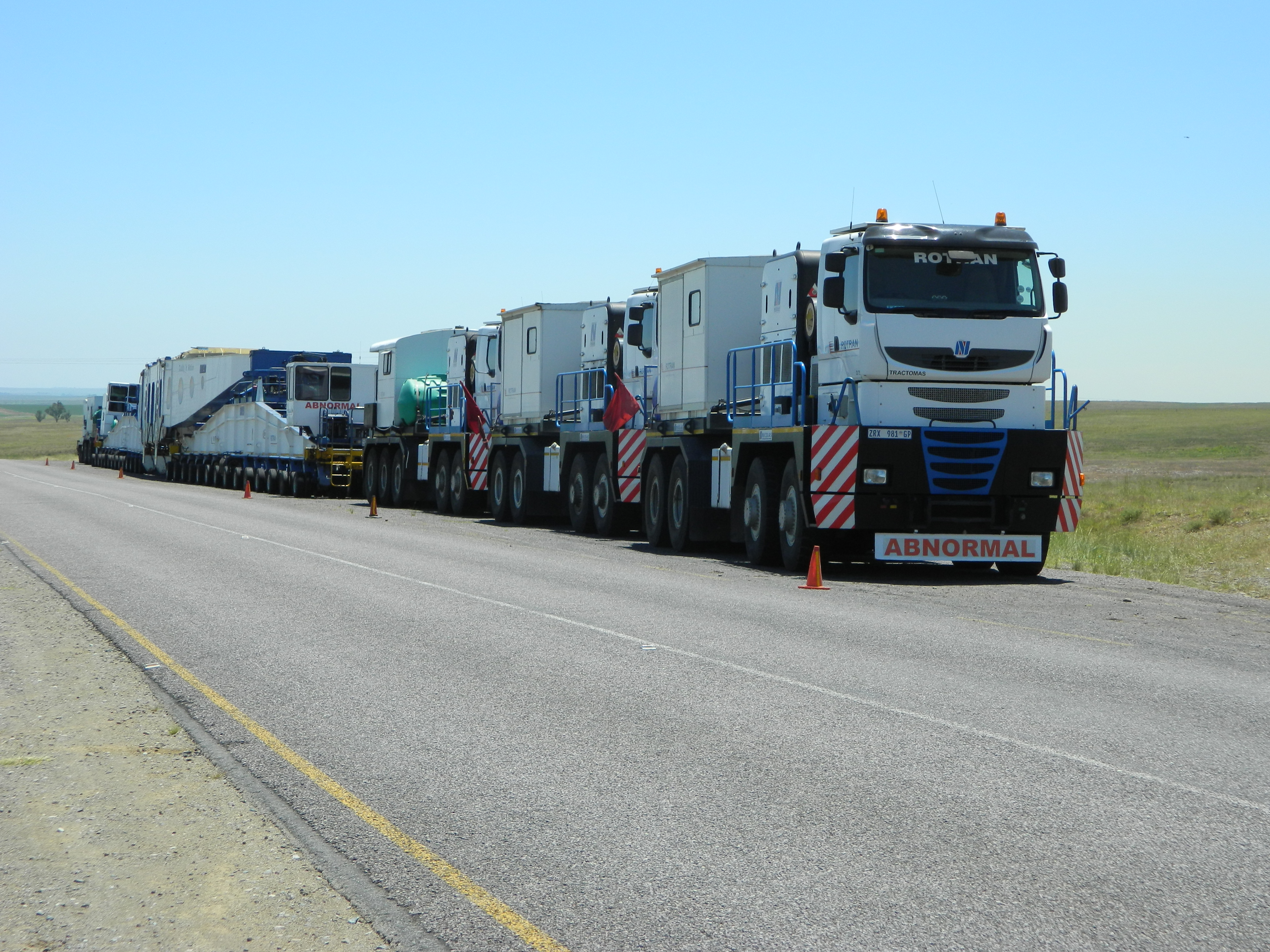
Train routier de Rotran comprenant 3 tracteurs (2 8x8 et 1 10x10) et un pousseur (8x8) Nicolas Tractomas

- TR10x10 D.100 - Après une nouvelle interruption dans la fabrication, en octobre 2004, Nicolas Industrie reçoit une commande pour quatre unités d'un modèle encore plus puissant que le TRL 88 D.90, le futur Tractomas TR 10x10 D.100. Le prix unitaire négocié est de 800.000 euros. Ces véhicules sont destinés à la compagnie "Rotran Heavy Transport Co" d'Afrique du Sud. Rotran, est la division transport de la compagnie d’État de l'énergie Eskom Corporation. Elle doit transporter des charges jusqu'à 500 tonnes sur des distances de 300 à 4.000 km pour les centrales thermiques et nucléaires du pays. Cette génération du Tractomas a été enregistrée au livre Guinness des records en novembre 2005, lorsque le premier exemplaire a été livré.

- TR10x10/2 D.100 - dernière génération du Tractomas en version 10x10, présentée au salon Bauma 2013 (Salon international des machines de construction, des machines pour les matériaux de construction, des machines d'exploitation minière, des véhicules de construction et des équipements de construction), qui a lieu à Munich en avril. Elle se caractérise par une nouvelle structure d'accès à la cabine et de protection de celle-ci. 20 unités de ce camion de transport extra lourd ont été commandées par la société minière LCR dans l'État australien du Queensland. Il doit tracter un train routier composé de 4 remorques d'un poids de 535 tonnes. Le Tractomas TR1010 D.100 10 x 10 a un poids à vide de 40 tonnes, une longueur de 12,50 mètres, une largeur de 3,50 mètres et une hauteur de 4,50 mètres. Le moteur est un Caterpillar type C.17, diesel de 27 litres de cylindrée développant 1.000 chevaux et les pneumatiques Goodyear GP-2B ont une taille de 385/95 R25.

En 2016, une dernière variante du géant Tractomas TR 1010/2 D.100 a été livrée à la compagnie minière australienne Toll Mining services. Doté d'un moteur Caterpillar de 1.150 ch pour une cylindrée de 32 litres, il peut tracter quatre tombereaux pour une charge totale de 350 tonnes sur une piste de la mine à ciel ouvert,
Rappel : sur route, en France, ce véhicule serait limité (en 2017) à 32 tonnes dans la version porteur 8x4 et 40 t en version semi-remorque.

## Le Tractomas pétrolier TOF 21.02 6x6
Le modèle TOF 21.02 6x6 est un tracteur 6x6, dérivé du TRB 66 OZ, destiné au secteur pétrolier, avec une cabine à capot spécifique Nicolas mais avec une cellule habitable empruntée au Saviem série J. Il est doté d'un moteur Mercedes-Benz OM 404 12 cylindres en V développant 520 ch SAE à 2.500 tr/min avec deux turbocompresseurs et un couple de 1.650 N m à 1.500 tr/min. Equipé d'une boîte de vitesses automatique ZF WSK 400 à 8 rapports. Les pneumatiques sont de taille 2.100-25. Le poids à vide est de 24 tonnes pour un PTR opérationnel de 84 tonnes pouvant atteindre 200 tonnes en version remorques tractées. La largeur du véhicule est de 3,65 m et la hauteur 3,85 mètres.

## Codification des modèles
La codification des différentes versions du Tractomas nécessite quelques explications supplémentaires sur les désignations de type :
- TR pour Tracteur Routier et TOF pour camion destiné aux champs pétrolifères. Parfois, le classement de la série apparaît approximatif, on retrouve les modèles TRB, TRC, etc.

- les tracteurs ultra-lourds destinés aux marchés chinois et sud-africain sont baptisés TRL où le "L" signifie véhicule très lourd,

- puis il y a la formulation des essieux : 64 pour 6x4, 66 pour 6x6, 84 pour 8x4, 88 pour 8x8 et 1010 pour 10x10.

- vient ensuite un code alphabétique pour identifier le fabricant du moteur, celui de la transmission plus différents paramètres de performance.

Exemple avec le TRB 66 OZ :
- - O pour OM, donc un moteur Mercedes-Benz et Z pour la boîte ZF.
  - liste des codes moteurs par fabricant :
    - C - Cummins
    - D - Caterpillar (le C étant déjà pris)
    - G - General Motors / Detroit Diesel
    - M - MAN
    - O - Mercedes-Benz OM.

- - pour les transmissions : 
    - A - Allison
    - C - Clark
    - R - Renk
    - Z - ZF

Parfois, entre les codes moteur et transmission, on trouve un chiffre, comme pour le Tractomas TR66 C6C. Le moteur est un Cummins avec une  transmission Clark. Le "6" signifie que le moteur développe environ 600 ch au lieu des 520 ch de la série.
Parfois, le nom de la série se termine par l'indication du poids total : 
- TR88 MCK D.90 - modèle 8x8 destiné à la Chine 8x8 dont le poids total du tracteur lesté est de 90 tonnes.
- "MCK" signifie : moteur MAN, boîte de vitesses Clark et essieux lourds Kessler. Cette précision ne figure que rarement sur les appellations des modèles.

- Pour les fabricants d'essieux, on trouve aussi :
  - K - Kessler
  - R - Renault RVI
  - U - Unipower

Des exceptions et des abréviations ont été utilisées en interne. 
S'il avait fallu donner une référence entièrement conforme aux codes de l'entreprise, la version pour la compagnie Rotran 10x10 aurait dû être TR1010 D9RK D100 au lieu de TRL1010 D100.